# Romeo Ovando Parkes
Romeo Ovando Parkes (Kingston, 1990. november 11. –) jamaicai labdarúgó, a salvadori AD Isidro Metapan csatára.

## Sikerei, díjai
AD Isidro Metapan
- Salvadori bajnokság
  - bajnok (2): Apertura 2014, Clausura 2014